# تاكيكاوا (هوكايدو)
مدينة تاكيكاوا (بالإنجليزية: Takikawa)‏ هي أحد المدن التابعة لمحافظة هوكايدو. تأسست رسميًا في 01/07/1958. ويقدر عدد سكانها بـ 42815 نسمة حسب تقدير مكتب الإحصاء الياباني لعام 2012. تبلغ مساحة تاكيكاوا 115.82 كم2. بكثافة سكانية تبلغ 370 نسمة/كم2.

## توأمة
لتاكيكاوا (هوكايدو) اتفاقيات توأمة مع كل من:
- توتشيغي (15 أبريل 1982 - )
- سبرينغفيلد (7 أغسطس 1993 - )
- ناغو (1 يوليو 1990 - )

## أعلام
- ميكي فوجيموتو